# Paul Milgrom
Paul Robert Milgrom (20 april 1948) is een Amerikaans econoom. Hij is als hoogleraar verbonden aan Stanford University. In 2020 werd aan hem, samen met Robert B. Wilson, de Prijs van de Zweedse Rijksbank voor economie toegekend voor verbeteringen in de veilingtheorie en het uitvinden van nieuwe vormen van veilingen.
- Association for Computing Machinery: 81100192748
- Bibsys: 90604338
- Bibliothèque nationale de France: cb12287525v (data)
- Catàleg d'autoritats de noms i títols de Catalunya: 981058508366806706
- CiNii: DA06483177
- DBLP: 41/1728
- Gemeinsame Normdatei: 128712139
- International Standard Name Identifier: 0000 0001 0857 9633
- Library of Congress Control Number: n79028779
- Nationale Bibliotheek van Letland: 000063944
- Mathematics Genealogy Project: 200030
- Bibliotheek van het Japanse parlement: 00663654
- Nationale Bibliotheek van Tsjechië: jx20041026006
- Nationale bibliotheek van Australië: 35917081
- Nationale Bibliotheek van Israël: 987007456215505171
- Nederlandse Thesaurus van Auteursnamen: 09323743X
- ORCID: 0000-0002-1919-4138
- Réseau des bibliothèques de Suisse occidentale: 02-A003594528
- Système universitaire de documentation: 031710700
- Virtual International Authority File: 61609418
- WorldCat: E39PBJcGp3GgfgjcYJ8VWQJRrq

1969: Frisch, Tinbergen ·
1970 : Samuelson ·
1971: Kuznets ·
1972: Hicks, Arrow ·
1973: Leontief ·
1974: Myrdal, Hayek ·
1975: Kantorovitsj, Koopmans ·
1976: Friedman ·
1977: Ohlin, Meade ·
1978: Simon ·
1979: Schultz, Lewis ·
1980: Klein ·
1981: Tobin ·
1982: Stigler ·
1983: Debreu ·
1984: Stone ·
1985: Modigliani ·
1986: Buchanan ·
1987: Solow ·
1988: Allais ·
1989: Haavelmo ·
1990: Markowitz, Miller, Sharpe ·
1991: Coase ·
1992: Becker ·
1993: Fogel, North ·
1994: Harsanyi, Nash, Selten ·
1995: Lucas ·
1996: Mirrlees, Vickrey ·
1997: Merton, Scholes ·
1998: Sen ·
1999: Mundell ·
2000: Heckman, McFadden ·
2001: Akerlof, Spence, Stiglitz ·
2002: Kahneman, Smith ·
2003: Engle, Granger ·
2004: Kydland, Prescott ·
2005: Aumann, Schelling ·
2006: Phelps ·
2007: Hurwicz, Maskin, Myerson ·
2008: Krugman ·
2009: Ostrom, Williamson ·
2010: Diamond, Mortensen, Pissarides ·
2011: Sims, Sargent ·
2012: Roth, Shapley  ·
2013: Fama, Hansen, Shiller  ·
2014: Tirole  ·
2015: Deaton  ·
2016: Hart, Holmström ·
2017: Thaler ·
2018: Nordhaus, Romer ·
2019: Banerjee, Duflo, Kremer ·
2020: Milgrom, Wilson ·
2021: Imbens, Angrist, Card ·
2022: Bernanke, Diamond, Dybvig ·
2023: Goldin ·
2024: Acemoglu, Johnson, Robinson